# Wayne Thomas Williams
Wayne Thomas Williams (* 11. Mai 1967) ist ein US-amerikanischer Philosoph.

## Lebeb
Er erwarb einen B.A. in Philosophie von der Vanderbilt University im Jahr 1988 und einen Ph.D. in Philosophie bei Alfred J. Freddoso von der University of Notre Dame im Jahr 1994. Seit 2022 ist er Isabelle A. and Henry D. Martin Professor of Medieval Philosophy an der Georgetown University. 
Seine Forschungsinteressen liegen in der mittelalterlichen Philosophie und Theologie (insbesondere Augustinus von Hippo, Anselm von Canterbury, Thomas von Aquin und Duns Scotus) und der Religionsphilosophie.